# The Division Bell
A The Division Bell (jelentése: „a szavazásra hívó harang”) a Pink Floyd 1994-ben megjelent stúdióalbuma, a második lemezük Roger Waters nélkül. A felvételekhez több stúdiót használtak, köztük az együttes saját építésű Britannia Row-ját, illetve az énekes/gitáros Gilmour saját stúdió hajóját, az Astoriát. Az album megjelenésekor mind az Egyesült Királyságban, mind a Billboard 200-as listán az első helyen debütált, és négy hétig volt mindkét lista élén. A Pink Floyd előző albumához, az A Momentary Lapse of Reason-höz hasonlítva nagyobb sikert ért el. Az Egyesült Államokban arany, platina, majd dupla platina lett 1994 júniusáig, majd tripla platina 1999 januárjában. A következő koncert albumon, a P•U•L•S•E-on számos dal hallható róla.

## Az album története

### Lemezfelvételek
A felvételek előkészítése 1993 januárjában indult. A Floyd bevonult az általuk felépített, majd végül is elhagyott stúdióba, a Britannia Row-ba. Nick Mason saját életrajzi művében úgy emlékszik vissza a munkálatok elkezdésére, hogy nagyon nehezen indult minden. A három tag közül egyik sem tudott semmi használható ötlettel előrukkolni. Végül meghívták Guy Prattet, aki segített a basszusgitár felvételeivel, amivel azonnal lendületet adott a többieknek is.
Amikor David Gilmour egyik alkalommal megunta, hogy képtelen bármilyen használható ötletet kiharcolni Rickből felvette, amint Rick csak unalmában futtatja ujjait a billentyűzeten, nem tudván, hogy hangfelvétel készül róla. A néhány perces anyagból végül is három számhoz is merítettek ötletet. Ezek között volt egy kifejezetten zongoradarab, amiben valójában az eredeti unalomból készült felvétel lett felhasználva.
Az együttes többi tagjai is próbálkozott az improvizáció nyújtotta lehetőségekkel. A felvett szalagokat végül aprólékosan átkutatták, hogy milyen lehetséges ötleteket találnak rajtuk. Mason visszaemlékezései szerint így állt végül össze a Cluster One és a Marooned. A két hétnyi zenei játszadozás alatt sikerült körülbelül negyven számra elegendő ötletet összeszedni.
A dalszövegek megírásának terhe főleg David Gilmour vállát nyomta, akinek azonban besegített író barátnője, Polly Samson. A Britannia Row-t elhagyva David Astoria nevű stúdióvá alakított lakóhajóján folytatódtak a felvételek. A dalok összeválogatása egy szavazásos módszerrel történt, melyen minden tag pontozta az egyes dalokat 1-től 10-ig. Rick először viccből minden saját számának 10 pontot adott, és a többiekének nullát, de David és Nick hamar rájöttek a csalásra. Végül a kiválasztott 8-9 legjobbnak ítélt dalt a barnesi Olympic stúdióban újra felvették az A Momentary Lapse of Reason turnézenészeinek segítségével. A nyári pihenés után a Floyd elvégezte az utolsó simításokat is: felvették a háttérzenéket, illetve több különböző stúdióban elvégezték a keverési munkálatokat is.

### Címadás és borítóterv
Az album már rég kész volt a kiadásra, de az együttes képtelen volt megegyezni az albumcímben. David a Pow Wow címet adta volna a lemeznek, míg Nick a Down to Earth-öt preferálta. A megoldással végül a Galaxis útikalauz stopposoknak című sikerkönyv írója, Douglas Adams állt elő, aki lelkes Pink Floyd rajongó volt, és a lemez felvételei alatt folyamatosan támogatta az együttest. Abban állapodtak meg, hogy ha Douglas tud olyan címet mondani, ami mindannyiuknak tetszik, felajánlanak egy összeget egy általa kiválasztott jótékonysági szervezetnek. Doug ekkor állt elő a The Division Bell címmel, amely a High Hopes című dal szövegének egyik motívuma.
A cím ismeretében az együttes grafikusa, Storm Thorgerson rendkívül sok borítótervvel állt elő. Végül is a két kőszobor mellett döntöttek, amik egymással szemben egyetlen arcot adnak ki. Thorgersonra jellemző, hogy nem alkalmazott különböző trükköket, így a szobrokat valóban el kellett készíteni, majd egy vidéki rétre szállítani és ott lefotózni. A fejeket 1994 februárjában szállították ki egy Ely közelében lévő mezőre. A sajtó előtt mindenképpen titokban kellett tartani a borítót, így a szobrokat katonai álcával fedték le.

### Turné
A The Division Bell turnéja 1994 áprilisában indult az Egyesült Államokban. A Floyd menedzsmentje szerette volna lefoglalni sorrendben a nagyobb stadionokat, de mivel a turné amerikai része egybeesett a labdarúgó-világbajnoksággal, így az egyes állomások időben tekintve meglehetősen kaotikusan helyezkedtek el a térképen.
A színpadképhez felhasználták az 1973-as The Dark Side of the Moon turnéján készített fényképeket. A számok alatt vetített kisfilmek közül is átvettek néhányat, de sokat újraforgattak a borítót is tervező Storm Thorgerson irányítása mellett. A színpadkép tervezése során rendkívül sok pirotechnikát, reflektorokat és újabban már lézereket is alkalmaztak. Az egyik leglátványosabb show-elemet csak később, az Earls Court-beli koncertekre sikerült megvalósítani: egy virágként szétnyíló diszkógömböt álmodtak meg a technikusok, melyet a körben elhelyezett reflektorokkal világítanak meg, és az az egész stadionba szétszórja a fényét. A gömböt eredetileg a színpadnál helyezték volna el, de mivel így biztonsági okok miatt jelentősen hátrébb kellett volna szorítani a közönséget, végül az Earls Court stadion közepére került.
A turné próbái a nyugat-londoni Black Island stúdióban zajlottak, de a munkát hátráltatta, hogy ekkor David Gilmour és a billentyűs Rick Wright még nem végeztek a lemez keverésével, és David hajóján kellett maradniuk, hogy az anyag mihamarabb kiadható legyen. Közben elkészültek a számok alatt vetítendő kisfilmek, amik azonban a lemezen szereplő változatok hosszához lettek igazítva, így nem feltétlenül illeszkedtek az élő előadás hosszához. A problémát Nick Mason visszaemlékezésében a következőképp oldja meg: „Mostanra azonban volt már annyi rutinunk, hogy tudtuk: a film közepét elég elvontra kell csinálni, így a projektorkezelőnk, az évek óta velünk dolgozó Jim Dodge kis lélegzethez juthatott és állíthatta a filmsebességet, hogy a film eleje, de főleg a vége szinkronban legyen az előadással.”
Az amerikai turné végén a stáb Lisszabonban folytatta az európai szakasszal, de csak miután David a turné alatt feleségül vette barátnőjét Pollyt. A turné végére maradtak a londoni fellépések, de mindjárt az első koncerten összeomlott egy stadion-szektor így a show-t el kellett halasztani. A londoni koncertek bevételeit egyébként mind jótékonysági célokra fordították. Az 1994. október 28-i koncerten a Pink Floyd mellett Douglas Adams is színpadra lépett. A fellépés lehetőségét születésnapi ajándékként kapta az együttestől. Egy évvel később az Earls Court-beli fellépésekből jelent meg a P•U•L•S•E koncertalbum, valamint VHS, majd 10 évvel később 2005-ben egy dupla-DVD is.

## Az album dalai
Az összes dalban David Gilmour énekel, kivéve ahol ezt jeleztük.
1. Cluster One (David Gilmour, Richard Wright) – 5:58
  - Instrumentális
2. What Do You Want from Me (Gilmour, Wright, Polly Samson) – 4:21
  - Ének: David Gilmour
3. Poles Apart (Gilmour, Wright, Samson, Nick Laird-Clowes) – 7:04
  - Ének: David Gilmour
4. Marooned (Gilmour, Wright) – 5:29
  - Instrumentális
5. A Great Day for Freedom (Gilmour, Samson) – 4:17
  - Ének: David Gilmour
6. Wearing the Inside Out (Wright, Anthony Moore) – 6:49
  - Ének: Rick Wright
7. Take It Back (Gilmour, Samson, Laird-Clowes, Bob Ezrin) – 6:12
  - Ének: David Gilmour
8. Coming Back to Life (Gilmour) – 6:19
  - Ének: David Gilmour
9. Keep Talking (Gilmour, Wright, Samson) – 6:11
  - Ének: David Gilmour és Carol Kenyon
10. Lost for Words (Gilmour, Samson) – 5:14
  - Ének: David Gilmour
11. High Hopes (Gilmour, Samson) – 8:32
  - Ének: David Gilmour

## Stáb
- David Gilmour – ének, gitár, basszusgitár, billentyűsök, producer és programozás
- Richard Wright – billentyűsök, zongora, ének
- Nick Mason – dob, ütőhangszerek, programozás

### Közreműködő személyek
- Jon Carin – billentyűsök
- Guy Pratt – basszusgitár
- Gary Wallis – ütős hangszerek
- Tim Renwick – gitár
- Dick Parry – szaxofon és trombita
- Carol Kenyon – háttérének, ének a Keep Talking alatt.
- Sam Brown – háttérének
- Bob Ezrin – dob, producer és szerző a Take It Back c. számban.
- Anthony Moore – szerző a Wearing The Inside Out c. számban.
- Michael Kamen – zenekari vezető
- Stephen Hawking – digitális hang a Keep Talking c. számban.

## Kislemezek
- Take It Back / Astronomy Domine (live) / Take It Back (edit); megjelent 1994. május 31-én.
- High Hopes (radio edit) / Keep Talking (radio edit) / One of These Days (live); megjelent 1994. október 10-én.

## Helyezések

### Album
| Év   | Lista                | Helyezés |
| ---- | -------------------- | -------- |
| 1994 | Albumok listája (UK) | 1        |
| 1994 | Billboard 200 (USA)  | 1        |

### Kislemezek
| Év   | Kislemez                 | Lista                     | Helyezés |
| ---- | ------------------------ | ------------------------- | -------- |
| 1994 | Keep Talking             | US Mainstream Rock Tracks | 1        |
| 1994 | Take It Back             | UK Singles Chart          | 23       |
| 1994 | Take It Back             | US Mainstream Rock Tracks | 4        |
| 1994 | Take It Back             | US Billboard Hot 100      | 73       |
| 1994 | High Hopes               | UK Singles Chart          | 26       |
| 1994 | High Hopes               | US Mainstream Rock Tracks | 7        |
| 1994 | Lost for Words           | US Mainstream Rock Tracks | 21       |
| 1994 | What Do You Want from Me | US Mainstream Rock Tracks | 16       |